# Netani Talei
Netani Talei (ur. 19 marca 1983 w Suvie) – fidżyjski rugbysta grający w trzeciej linii młyna, reprezentant kraju, uczestnik trzech Pucharów Świata.

## Kariera klubowa
Uczęszczał do Marist Brothers High School oraz do Wesley College, które reprezentował w zespołach rugby. Pomiędzy rokiem 2003 a 2006 związany był z drużynami reprezentującymi regiony Raiwaqa, Suva i Nadroga, a w latach 2005–2006 triumfował dodatkowo w Colonial Cup kolejno z Suva Highlanders i Coastal Stallions.
Do angielskiego klubu Doncaster Knights dołączył w trakcie sezonu 2006/2007. Zwrócili wówczas na niego uwagę włodarze Worcester Warriors, którzy w czerwcu 2007 roku zaproponowali zawodnikowi roczny kontrakt z możliwością jego przedłużenia. Dobre występy dały mu kolejną, dwuroczną umowę i do końca sezonu 2009/2010 zagrał w klubowych barwach pięćdziesięciopięciokrotnie, zarówno w lidze, jak i krajowych i europejskich pucharach. Podpisał następnie trzyletni kontrakt z Edinburgh Rugby, również i w tym zespole zaliczył ponad pięćdziesiąt występów, zdobywając m.in. trzy wyróżnienia dla zawodnika meczu podczas zakończonej na półfinale kampanii w Pucharze Heinekena (2011/2012).
Kolejnym etapem w jego karierze była walijska drużyna Newport Gwent Dragons. W pierwszym sezonie zaliczył dwadzieścia występów, przed kolejnym doznał kontuzji, która wyeliminowała go z gry do stycznia 2015 roku, a w październiku roku 2014 jego kontrakt został rozwiązany w trybie natychmiastowym. Pod koniec stycznia 2015 roku dołączył do Harlequins, a w lutym podpisał z klubem umowę. Trapiony był kontuzjami, z czego najpoważniejsza – kolana – wyłączyła go z gry na siedemnaście miesięcy, toteż za poradą lekarzy Talei postanowił w maju 2017 roku zakończyć karierę sportową.

## Kariera reprezentacyjna
W kadrze U-21 wystąpił w 2004 roku w nieudanych eliminacjach do mistrzostw świata, był też członkiem reprezentacji kraju w rugby siedmioosobowym oraz zespołu Fiji Barbarians grającego w Pacific Rugby Cup.
W latach 2006–2015, także jako kapitan, rozegrał 33 testmecze dla fidżyjskiej reprezentacji. Zagrał w trzech edycjach Pucharu Świata, w 2007, 2011 i 2015. W pierwszym z nich Fidżi pokonując Walię awansowało do ćwierćfinałów.

## Varia
- Jego krewnymi byli reprezentanci kraju: Manasa Bari, Bruce Rauqe i Emori Bolobolo[1].
- Syn Jayden, córka Dilia-Rae[25][26].
- Pracował jako trener fitness[27][28].